# 布魯克哈芬 (密西西比州)
布魯克哈芬（英語：Brookhaven）是一個位於美國密西西比州林肯縣的城市。根據2010年美國人口普查，該地共人口12513人，而該地的面積約為19.00平方千米。同時該地也是林肯縣的縣治。

## 地理
布魯克哈芬的座標為31°34′55″N 90°26′35″W / 31.58194°N 90.44306°W，而該地的平均海拔高度為149米（即489英尺）。